# Arkadiusz Gołaś
Arkadiusz Gołaś (Przasnysz, 10 maggio 1981 – Griffen, 16 settembre 2005) è stato un pallavolista polacco.

## Carriera
Iniziò la sua carriera a 10 anni a Ostrołęka, nella sua regione natìa. A 15 anni si trasferì a Varsavia nel Wola Warszawa, con i quali disputò 4 stagioni ottenendo ottimi piazzamenti con la squadra giovanile, tra i quali il titolo di campione di Polonia juniores nel 2000. Nel 2001 venne ingaggiato nel AZS Czestochowa, esordendo così in Polska Liga Siatkówki. Nelle 4 stagioni di militanza con i bianco-verdi divenne per 3 volte consecutivamente vice-campione nazionale e conquistò la medaglia di bronzo alla Top Teams Cup 2001-2002. Nel 2004 venne ingaggiato dalla Pallavolo Padova, disputando una stagione nella Serie A1 italiana conclusasi ai quarti di finale dei play-off.
Venne convocato per la prima volta in Nazionale nel 2001, giocando in serie il mondiale del 2002, le Olimpiadi del 2004 (concluse al 5º posto) e l'europeo del 2005. La sua ultima partita fu disputata proprio in questa competizione, l'8 settembre 2005 contro il Portogallo.
Il 21 luglio 2005 sposò la sua compagna Agnieszka; come testimone chiamò il suo amico e collega Krzysztof Ignaczak. Nell'estate del 2005 venne ingaggiato dalla Lube Macerata, altra squadra italiana. Il 16 settembre 2005, mentre in compagnia della moglie stava viaggiando in auto verso Macerata, morì in un incidente stradale all'altezza del villaggio austriaco di Griffen. La moglie Agnieszka, che in quel momento stava guidando, sopravvisse all'incidente. Il funerale si tenne il 22 settembre ad Ostrołęka.
Dopo la sua morte numerose furono le dimostrazioni di cordoglio:
- la medaglia d'argento conquistata dalla Nazionale ai mondiali del 2006 venne dedicata a lui
- il presidente Lech Kaczyński lo insignì postumo della medaglia d'oro al merito civile per meriti sportivi
- gli venne intitolato il palazzetto dello sport di Ostrołęka, dove ogni anno si tiene un memorial in suo onore[3]
- Mariusz Wlazły, MVP del mondiale del 2014, gli dedicò la sua medaglia d'oro

## Palmarès

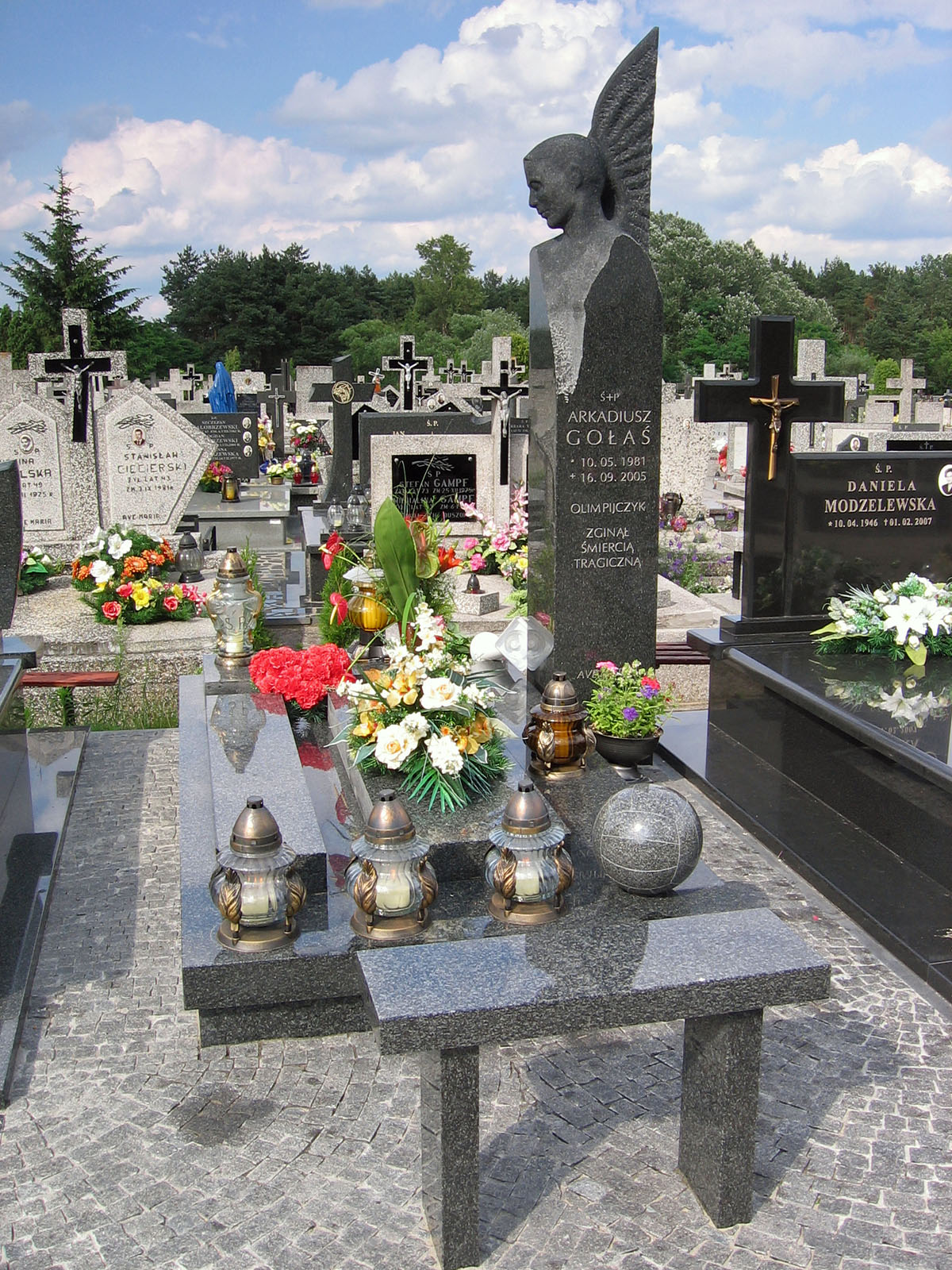
La lapide nel cimitero di Ostrołęka

### Nazionale (competizioni minori)
- Campionato mondiale under 19 1999